# ノナデカン
ノナデカン (nonadecane) は、炭化水素のうちアルカンの一種で炭素数が19の有機化合物。示性式は直鎖型の n-ノナデカン の場合、CH3(CH2)17CH3。異性体の数は148284。